# Fopius bonaefidei
Fopius bonaefidei är en stekelart som först beskrevs av Fischer 1978.  Fopius bonaefidei ingår i släktet Fopius och familjen bracksteklar. Inga underarter finns listade i Catalogue of Life.